# Канзас Сити (Канзас)
Вижте пояснителната страница за други значения на Канзас Сити.
Канзас Сити (на английски: Kansas City) е град в щата Канзас, САЩ.
Има население от 152 938 жители (по приблизителна оценка от 2017 г.), а общата му площ е 331 km².
Заедно с разположения на другия бряг на река Мисури едноименен град в щата Мисури образува метрополен регион Канзас Сити.
Сцени от На другия ден са заснети в града през 1983 г.

## Побратимени градове
|  | Държава  | Град     |
|  | Хърватия | Карловац |
|  | Франция  | Мец      |
|  | Австрия  | Линц     |
|  | Мексико  | Урапан   |
|  | -------- | -------- |